# Atlilied

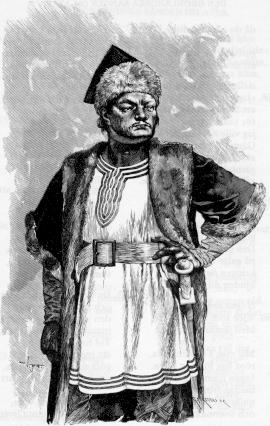
Atli der Hunne, in einer Illustration der Edda.

Das Ältere Atlilied (altnordisch Atlakviða) ist ein altnordisches Heldenlied in der Lieder-Edda. Es ist nach der Hauptperson Atli (Attila der Hunne, deutsch Etzel) benannt und behandelt die durch Atli veranlasste Ermordung der Burgunderkönige Gunnar und Hogni sowie deren Rächung durch ihre Schwester Gudrun. Das Ältere Atlilied wird als eines der ältesten Gedichte der Lieder-Edda angesehen und könnte nach Meinung vieler schon um 900 n. Chr. entstanden sein. Die uns erhaltene schriftliche Fassung wurde jedoch erst um 1270 aufgezeichnet (enthalten im Codex Regius (Edda)). Die geschilderte Handlung geht auf Ereignisse der Völkerwanderungszeit (ca. 5. Jahrhundert) zurück und überschneidet sich mit dem Stoff des mittelhochdeutschen Nibelungenliedes. Das Ältere Atlilied ist 176 Zeilen lang und in Stabreimen verfasst. Ein zweites Atlilied (altnordisch Atlamál) in der Lieder-Edda behandelt dieselbe Geschichte, zeigt jedoch in Erzählweise und Stil deutlich jüngere Züge.

## Inhalt

### Handlung
Der Hunnenkönig Atli ist mit der Schwester der beiden Niflungen (Giukungen) Gunnar und Hogni verheiratet. Da der gierige Atli nach dem Gold der Niflungen trachtet, sendet er einen Boten aus, der die beiden mit falschen Versprechungen an seinen Hof lockt. Gunnar und Hogni sind sich aufgrund einer Warnung durch ihre Schwester der Gefahr bewusst, reiten aber trotzdem zum Hunnenkönig. Dort werden sie heimtückisch ermordet, ohne jedoch den Standort des Niflungenschatzes preisgegeben zu haben: Hogni wird das Herz herausgeschnitten, Gunnar endet in der Schlangengrube, wo er vor seinem Tod noch Harfe spielt. Daraufhin rächt sich Gudrun, die Schwester der beiden Ermordeten, auf grausame Weise an ihrem Gatten Atli, indem sie ihre beiden gemeinsamen Söhne schlachtet und diese ihrem Mann zum Essen vorsetzt. In der Nacht nach dieser Gräueltat ermordet sie Atli eigenhändig, als er betrunken im Bett liegt, und setzt zum Schluss seinen Königssaal in Brand.

### Verhältnis zu den Atlamál
Beide Gedichte behandeln im Prinzip denselben Stoff, präsentieren ihn jedoch sehr unterschiedlich. Nach aller Wahrscheinlichkeit handelt es sich bei den Atlamál um eine spätere Überarbeitung der Geschichte, bei der viele Aspekte der Handlung ausgeschmückt wurden und einige längere Dialogszenen dazugekommen sind. Einige besondere Abweichungen sind:
- Die Handlung ist von Kontinentaleuropa in den Norden transferiert worden, die Schauplätze und Personen haben „bäuerliche“ Züge angenommen
- Atlis Grausamkeit wird stärker betont, während in der älteren Version seine Gier im Vordergrund steht
- Die Szene mit Atlis Boten ist ausgebaut – Gudruns Warnung erfolgt in Form eines Runenstabes
- Hognis Sohn Hniflungr wird zum Komplizen von Gudrun
- Gudruns Ehe mit Atli wird als unglücklich beschrieben
- Gunnar spielt in der Schlangengrube die Harfe nicht mit den Händen, sondern mit den Füßen

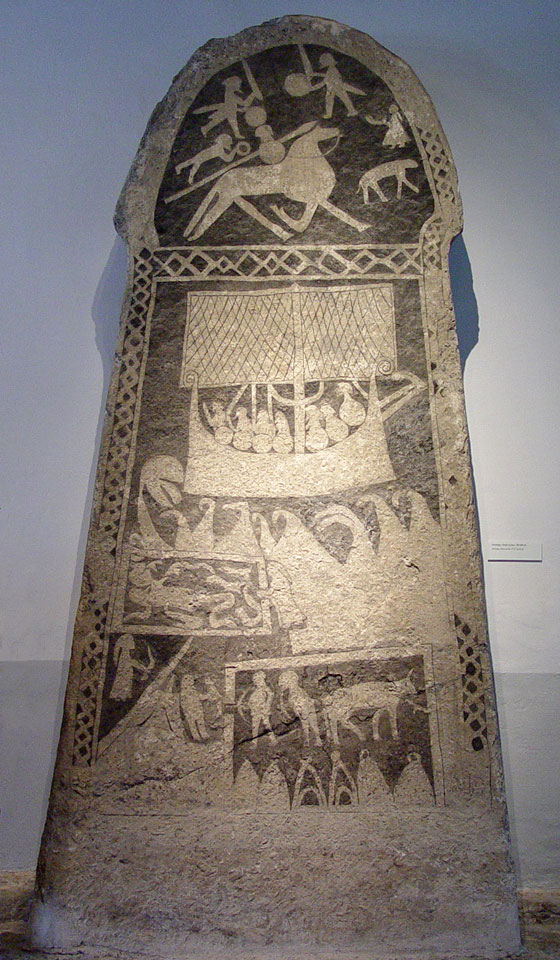
gotländischer Bildstein, der vermutlich Szenen aus dem Atlilied zeigt. Links in der Mitte dürfte Gudrun abgebildet sein, die Gunnar in der Schlangengrube sieht.

### Verhältnis zum Nibelungenlied
Das Ältere Atlilied gehört demselben Sagenkomplex an wie die mittelhochdeutsche Nibelungensage, doch anders als diese verbindet es den Stoff weder mit Sigurd/Siegfried, noch mit Brünhild (Brynhild), einem von einem Drachen bewachten Hort (vergleiche Fafnir) oder dem Untergang eines ganzen Heeres (Gunnar und Hogni treten die Fahrt zu Atli nur zu zweit an). Es steht also ganz außerhalb der Traditionen, die die Sagen von Sigurds Tod mit dem Untergang der Niflungen (Nibelungen) verbinden. Weitere Unterschiede:
- das Rachemotiv ist gerade umgekehrt: Während Gudrun die Ermordung ihrer Brüder an ihrem Ehemann rächt, ist es bei ihrem deutschen Pendant Kriemhild der Ehemann, der umkommt und an ihren Brüdern gerächt werden muss
- Hagen von Tronje und Gunther sind keine Brüder – ersterer ist Vasall der drei Burgunderkönigsbrüder
- Gudrun heißt hier Kriemhild – den Namen Kriemhild trägt in der nordischen Fassung Gudruns Mutter (Grimhild)
- Das Nibelungenlied kennt eine Verbindung zur Dietrichsage, während in der Liederedda (Hamðismál, Guðrúnarhvǫt) eine Anknüpfung des Burgundenstoffes an die Erzählungen von Ermanarich gemacht wird

### Mögliche antike Einflüsse
Einzelne Szenen des Gedichtes könnten Einflüsse aus der antiken Literatur, etwa aus der Atreussage (Krause 2001) oder aus Ovids „Tereus und Prokne“ (Dronke 1969), aufweisen.

## Textkritische und sprachwissenschaftliche Bemerkungen
Das Gedicht ist strukturell und sprachlich uneben. Einige Stellen sind vermutlich korrupt, besonders in der ersten Hälfte des Textes. Aufgrund der inhaltlichen Brüche hat man spekuliert, dass der Text aus mehreren Quellen zusammengeführt worden sein könnte. Der Mediävist Gustav Neckel nannte das Lied ein „Flickwerk“. Die sprachliche Deutung ist an einigen Stellen umstritten, es findet sich eine große Anzahl an sonst nicht belegten Wörtern (sogenannte Hapax legomena). Als Folge davon können moderne Übersetzungen des Älteren Atliliedes im Detail stark voneinander abweichen.

## Historische Hintergründe
Kern der überwiegend erfundenen Handlung ist ein historisches Ereignis. Gunnar ist mit dem Burgunderkönig Gundaharius gleichzusetzen, der im 5. Jahrhundert von Attilas Hunnen besiegt wurde. Attila starb in seiner Hochzeitsnacht, nachdem er eine Germanin geheiratet hatte. Obwohl eine natürliche Todesursache vorlag, könnte sein Tod der germanischen Gattin angelastet worden sein. Daraus hätte sich in der Sagentradition Gudruns Bruderrache entwickelt. Der Untergang der Burgunder und Attilas Tod lagen in Wirklichkeit einige Jahre auseinander.
Der Germanist und Skandinavist Otto Höfler und der Historiker Reinhard Wenskus lokalisieren jedoch den originären Erzählungsraum der Atli- und Sigurdlieder in Niederdeutschland sowie insbesondere in westfälischen Bereichen des im Altnordischen und Altenglischen verorteten Hunalands. Anhand des Jüngeren Atlilieds Atlamál, in dem ebenfalls nirgends von Burgunden die Rede ist, bezieht sich Höfler unter anderem auf die Überlieferung der Thidrekssaga, die Soest als Residenz des Atli bzw. „nordischen Attila“ angibt. Diese Verortungsperspektive für den Untergang der Niflunga wurde bereits von Ferdinand Holthausen, Gustav Neckel, Willi Eggers und anderen Forschern angeregt, die historische Widerspiegelungen aus ostmerowingischen Eroberungszügen gegen die Sachsen erkannt haben wollen. Der fachwissenschaftlich umstrittene Philologe Heinz Ritter-Schaumburg vertritt ebenfalls diese Anschauung, musste sich dazu aber auch den von Heinrich Beck erhobenen Vorwurf von Quellenunterschlagung gefallen lassen, längst vorliegende Forschungsbeiträge über ein niederdeutsches Erzählungsmilieu der altnordischen Attila- und Niflunga-Überlieferungen so gut wie übergangen zu haben.
Das ins 10. Jahrhundert datierte und somit noch relativ zeitnah verfasste Heldengedicht Waltharius widerspricht dem später entstandenen Nibelungenlied mit der Herkunft der Nibelungenherrscher Guntharius (vgl. Gunnar) und Hagano (vgl. Hǫgni), die das wesentlich ältere Epos als Franken bezeichnet. Auch das Ältere Atlilied nennt den Niflungen Gunnar nicht einen Burgunder, sondern „Freund der Burgunder“, vgl. in Strophe 18 das handschriftlich belegte vinir Borgunda. Diese Angabe wird jedoch von der Forschung textinterpretatorisch weit ausgelegt und dabei unter anderem bis zur Schwägerschaft mit Atli übertragen.

## Textausschnitt
Strophe 16 (Gudrun spricht zu ihrem Bruder Gunnar, als dieser mit Hogni an Atlis Hof ankommt:)
```
„Betr hefðir þú, bróðir, / at þú í brynio fǿrir,
sem hiálmom aringreypom, / at siá heim Atla;
sætir þú í sǫðlom / sólheiða daga,
ná
i
 nauðfǫlva / létir nornir gráta,
Húna scialdmeyiar / hervi kanna,
enn Atla siálfan / létir þú í ormgarð koma;
nú er sá ormgarðr / ycr um fólginn.“
```

Übersetzung:
```
„Es wäre besser gewesen, Bruder, du wärst in die Rüstung gestiegen
statt (nur) einen feingeschliffenen Helm anzuziehen, um Atli aufzusuchen.
Du hättest dich besser an sonnenhellen Tagen in den Sattel gesetzt,
um die Nornen todesbleiche Leichen beweinen und die Schildmaide
der Hunnen die Egge kennenlernen zu lassen.
Und Atli selber hättest du in die Schlangengrube kommen lassen können,
doch nun ist die Schlangengrube euch beiden bestimmt.“
```

Anmerkung zu Zeile 3:
Besonders schwierig zu übersetzen ist das Wort aringreypom, das als Hapax legomenon außerhalb des Älteren Atliliedes nicht vorkommt. Der erste Teil des Kompositums könnte ‘Herd’, ‘Adler’ oder als Adjektiv ‘eisern’ bedeuten, der zweite Teil dürfte ein Verb für ‘einfalzen’ oder ‘feilen, Metall mit einem Werkzeug bearbeiten’ sein.
Anmerkung zu Zeile 4 und 5:
Gemeint ist hier, dass Gunnar viele Hunnen hätte töten können. Die Nornen treten hier in der Funktion von Walküren auf, d. h., sie wählen diejenigen Krieger aus, die auf dem Schlachtfeld sterben werden. In Zeile 5 wird darauf angespielt, dass sich die Schildmaiden der Hunnenkrieger nach dem Tod ihrer Herren der Landwirtschaft zuwenden müssten.